# Бертран де Бланшфор
Бертран де Бланшфор (фр. Bertrand de Blanchefort) је био шести велики мајстор витезова темплара. На ову функцију је дошао 1156. и на њој остао све до своје смрти 1169, остао је познат као велики реформатор реда.

## Младост
Бертран де Бланшфор је рођен око 1109. мада је тачан датум непознат. Он је био најмлађе дете у породици Годфреја Бланшфора од Гијана. Од младости је био војнички васпитаван. Као велики мајстор стављао је акценат на преговоре и допринео да се створи слика о темпларима као чуварима а не као о окрутним људима.

## Војничка каријера
Бертран је као велики мајстор прве ратне акције имао са краљем Балдуин III од Јерусалима (фр. Baudouin III de Jérusalem) против Нура ад-Дина (тур. Nur ad-Din Zangi). Међутим у месту Бањас (арап. بانياس Bāniyās) 1157. после пораза краља Балдуина, Бертран де Бланшфорт је заробљен и провео је три године у заробљенишву у Алепу одакле је ослобођен када је визанијски цар Манојло I Комнин потписао примирје са Нуром ад-Дином. Учествовао је у крсташкој инвазији на Египат 1163. која је прошла без успеха и због тога је одбио да суделује у другом нападу 1168. године.

## Реформе
Бертран де Бланшфорт је писао петицију папи да му одобри да користи титулу „мајстор по божјој вољи“ што је у Риму врло радо прихваћено и знатно појачало улогу реда. Написао је документ под именом Повлачења (фр. Retraits) којим је обликовао ред и успоставио одређену структуру захваљујући којој је сваки витез знао своју улогу у протоколима реда. Такође је ограничио моћ руководства које сада није могло доносити одлуке без подршке и пристанка осталих витезова. Радио је и на јачању преговарачке моћи реда што је након неуспелих напада на Египат резултовало битном улогом темплара у састављању мировног споразума. Његов наследник био је Филип де Мили.